# Cort McClaren
Cort Alan McClaren (1949) is een Amerikaans componist, muziekpedagoog, dirigent, arrangeur, slagwerker en muziekuitgever.

## Levensloop
McClaren studeerde muziektheorie, compositie en slagwerk aan de Wichita Staatsuniversiteit in Wichita en behaalde aldaar zowel zijn Bachelor of Music alsook zijn Master of Music. Zijn studies voltooide hij aan de Universiteit van Oklahoma in Norman en promoveerde tot Ph.D. met The influence of visual attributes of solo marimbists on perceived qualitative response of listeners. 
Hij werd muziekleraar aan openbare scholen in Kansas en vervolgens docent aan de Universiteit van Oklahoma in Norman en aan de Southwestern Oklahoma State University (SWOSU) in Weatherford. Vanaf 1983 was hij docent en later professor aan de Universiteit van North Carolina in Chapel Hill. Aldaar was hij hoofd van de afdeling percussieopleiding en -instructie. Tot zijn leerlingen behoorden onder anderen Bob Allen, Sean Errec Daniels, Lance Drege, Danny Frye, Wes Robertson, Chris Sakowski, Thomas E. Taylor jr. en Kevin White. McClaren was dirigent van het University of North Carolina Greensboro Percussion Ensemble. In 2009 ging hij met pensioen. 
Hij was slagwerker in het Oklahoma Symphony Orchestra, het Wichita Symphony Orchestra, het North Carolina Symphony Orchestra, het Greensboro Symphony Orchestra en in het New American Ragtime Ensemble. 
Verder is hij eigenaar en voorzitter van het bestuur van de muziekuitgeverij C. Alan Publications alsook voorzitter van de National Conference on Percussion Pedagogy. Al zijn ervaring op het gebied van de opleiding en instructie van slagwerkers heeft hij in de van hem gepubliceerde boeken ingebracht. Hij is eveneens editor van The Journal of Percussion Pedagogy. 

## Composities

### Werken voor harmonieorkest
- Steppin’ ’Round, voor xylofoon en harmonieorkest (of xylofoon en 3 marimba)

### Werken voor piano
- Can you read my mind (Love theme from Superman)

### Werken voor slagwerk
- Introduction and Allegro, voor slagwerkkwartet
- Nelker March, voor slagwerkensemble
- Piece nr. 1 - Multiple Percussion Solo, voor slagwerkensemble
- Swedish Folk Song, voor marimbakwartet
- Swing it straight, voor slagwerkensemble

## Publicaties
- The Book of Percussion Pedagogy: A Step-by-Step Approach for Teachers and Performers - the Common Elements Approach, C. Alan Publications, 2006. 153 p., ISBN 978-0-972-33910-0
- samen met Nathan Daughtrey: Book of Percussion Audition Music for the 21st Century, North Carolina: C. Alan Publications, 2006.